# 심재엽
심재엽(沈在曄, 1946년 3월 2일~)은 대한민국의 정치인이다. 제17대 국회의원을 지냈다. 본관은 삼척.

## 학력
- 강릉초등학교
- 강릉중학교
- 강릉상업고등학교(현, 강릉제일고등학교)
- 서울대학교 상과대학 (학사)

## 경력
- 동해종합통상(주),심로악기(주) 설립
- 심로악기(주) 회장
- 강원도 정무부지사
- 99` 강원국제관광엑스포 조직위원회 부위원장 겸 사무총장
- 재경 강릉시민회 회장
- 서울대학교 총동창회 이사
- 서울대학교 상과대학 동창회 이사
- 한나라당 중앙당 대의원
- 국회 전반기 예산결산특별위원회, 과학기술정보통신위원회 위원
- 한나라당 지방자치위원장
- 한나라당 강원도당 위원장
- 제17대 대선 강원도 공동선거대책위원장

## 역대 선거 결과
|  | 10.45% |

|  | 47.24% |

|  | 35.37% |